# Cratoneuron
Cratoneuron (Eremitmos) er en slægt af mosser med kun 2 arter. Navnet Cratoneuron betyder 'med stærk nerve' og sigter til bladenes kraftige ribbe
.
Arterne i slægten har desuden store bladvinger. Slægten kaldes også for Tufmos.
Den eneste art fra Cratoneuron-slægten i Danmark er Grøn Eremitmos (Cratoneuron filicinum). Tidligere indeholdt slægten også andre arter, men de er nu placeret i Palustriella (Vældmos).